# 巴伊欧福日
巴伊欧福日（法語：Bailly-aux-Forges，法語發音：[baji o fɔʁʒ]）是法国上马恩省的一个市镇，属于圣迪济耶区。

## 地理
巴伊欧福日（48°27'43"N, 4°54'52"E）面积10.51 平方千米，位于法国大東部大區上马恩省，该省份为法国东北部内陆省份，北起马恩省和默兹省，西接奥布省，西南接科多尔省，东南接上索恩省，东临孚日省。
与巴伊欧福日接壤的市镇（或旧市镇、城区）包括：拉讷维尔阿雷米、梅尔特吕、拉什库尔-叙泽蒙、布莱斯河畔沃、布莱苏瓦城、瓦西、多马坦勒弗朗、多马坦勒圣佩尔、小杜勒旺、拉波特迪代尔。

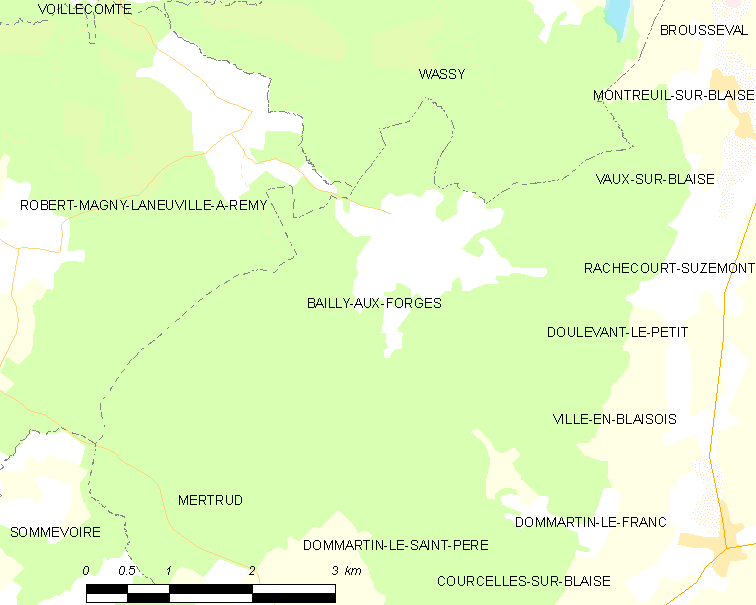
巴伊欧福日的OSM定位图

巴伊欧福日的时区为UTC+01:00、UTC+02:00（夏令时）。

## 行政
巴伊欧福日的邮政编码为52130，INSEE市镇编码为52034。

## 政治
巴伊欧福日所属的省级选区为瓦西县。

## 人口

1962-2008年间巴伊欧福日人口变化图示

巴伊欧福日于2022年1月1日时的人口数量为133人。